# Lysimachia trichopoda
Lysimachia trichopoda är en viveväxtart som beskrevs av Adrien René Franchet. Lysimachia trichopoda ingår i släktet lysingar, och familjen viveväxter. Utöver nominatformen finns också underarten L. t. sarmentosa.